# Kellergassenfest

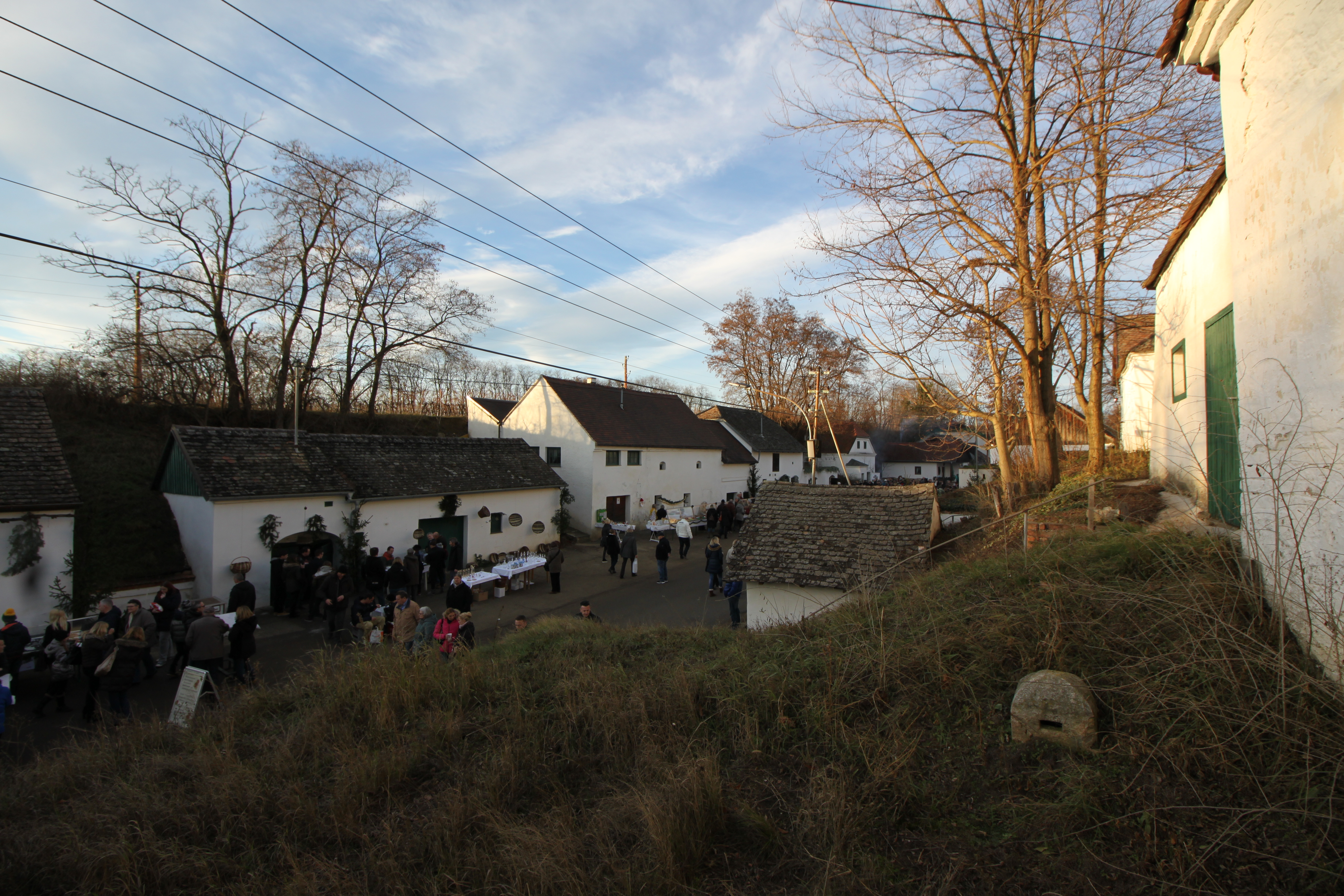
Kellergassenfest in Hadres im Weinviertel (2016)

Ein Kellergassenfest ist ein für die Weinbaugebiete Österreichs typisches Weinfest, bei dem die Winzer einer Kellergasse ihre Produkte feilbieten.
Die jährlich wiederkehrenden, meist mehrtägig im Sommer und Herbst stattfindenden Kellergassenfeste werden fast ausschließlich in Kellergassen abgehalten. Veranstalter ist meist der örtliche Weinbauverein, in dem sich die Winzer organisiert haben. Die Weinbauvereine besorgen allgemeine Aufgaben wie die Vermarktung, die ausreichende Verfügbarkeit von Parkplätzen oder das Engagement von Musikgruppen. Die Winzer sind jedoch auf eigene Rechnung tätig und bieten neben den eigenen Weinen auch selbstgemachte Speisen an. Abgerundet wird dies durch kulturelle Einlagen wie Lesungen, Kellerführungen oder Verkostungen. Während eines Kellergassenfestes ist die Benutzung der Kellergasse abseits des Festbetriebes nur erschwert möglich und mitunter sogar untersagt.
Nachdem sich Kellergassenfeste lange Zeit als lukrativer Nebenverdienst für die Winzer erwiesen, finden sie in jüngster Zeit in der Folge der Registrierkassenpflicht und der Verpflichtung, auch freiwillig und ohne Bezahlung mithelfende Familienangehörige zur Sozialversicherung anmelden zu müssen, wieder seltener statt.